# 최구희
최구희는 대한민국의 기타리스트이다. 들국화의 멤버로 활동하였다.

## 활동
- 그룹활동 : 괴짜들, 믿음소망사랑, 신중현과 뮤직파워, 들국화, 도솔천, 신촌블루스, 야호밴드
- 솔로활동 : 단의 노래, 산들바람
- 1995년 최성원 라이브 밴드 멤버

- 메인악기 : 펜더 스트라토캐스터 / 보스 DS-1 / 스트링은 잡식형 (세고비아 같은 저가형도 사용함)
- https://www.youtube.com/watch?v=5bHLax_yqzA
- https://www.youtube.com/watch?v=WL1wZVmZUM8
- http://www.slrclub.com/bbs/vx2.php?id=free&no=24839337&category=1
- https://www.youtube.com/watch?v=6cTFq2t_Ulo